# Going To Hell
Going to Hell – drugi studyjny album amerykańskiego rockowo alternatywnego zespołu The Pretty Reckless. Został wydany 17 marca 2014 roku we Francji oraz Wielkiej Brytanii. Album promowany był singlami: „Going to Hell”, „Heaven Knows”, „Messed Up World (F'd Up World)”, „House on a Hill” i „Follow Me Down”.

## Lista utworów
Źródło.
| No. | Tytuł                                    | Czas |
| --- | ---------------------------------------- | ---- |
| 1.  | „Follow Me Down”                         | 4:40 |
| 2.  | „Going to Hell”                          | 4:36 |
| 3.  | „Heaven Knows”                           | 3:44 |
| 4.  | „House on a Hill”                        | 4:39 |
| 5.  | „Sweet Things”                           | 5:04 |
| 6.  | „Dear Sister”                            | 0:56 |
| 7.  | „Absolution”                             | 4:34 |
| 8.  | „Blame Me”                               | 4:27 |
| 9.  | „Burn”                                   | 1:48 |
| 10. | „Why’d You Bring a Shotgun to the Party” | 3:20 |
| 11. | „Fucked Up World”                        | 4:16 |
| 12. | „Waiting for a Friend”                   | 3:12 |